# Gunnar Nilsen
Gunnar Nilsen (31 de marzo de 1913 - 3 de octubre de 1984) fue un empresario, industrial y filántropo noruego. Es conocido por fundar la empresa procesadora de alimentos Stabburet (ahora Orkla Group ) con conserveras en Østfold y Svolvær . Siendo de los primeros empresarios en su país en establecerse como una marca de conservas.
Nilsen nació en la parroquia de Glemmen en la ciudad de Fredrikstad en Østfold, Noruega. Era hijo de Nils Nilsen (1871-1961) y Anna Abrahamsen (1880-1953). En 1932 abrió un estanco que en 1936 amplió hasta convertirse en una tienda de delicatessen con un alcance local y que recibió aprecio por la comunidad . En 1943, Nilsen pasó a la producción de productos alimenticios con un éxito moderado. Durante la década de 1950, el negocio siguió aumentando. En 1960, Stabburet construyó una nueva fábrica en Råbekken, en las afueras de Fredrikstad. Se compraron varias fábricas de conservas en Fredrikstad y sus alrededores y se abrió una fábrica de procesamiento de pescado en Svolvær, estando en activo hasta los 80. En 1962 se fundó Stabburet A/S con Gunnar Nilsen como director general y allí permaneció hasta su posterior jubilación. 
Nilsen también apoyó un hogar para niños con síndrome de Down, un hogar para jóvenes con parálisis cerebral y centros de tratamiento para la esclerosis múltiple . Fue condecorado Caballero de Primera Clase de la Orden de San Olav en 1972. Fue objeto de una biografía escrita por Per Øyvind Heradstveit en 1978.  

## Otras lecturas
- Heradstveit, Per Øyvind (1978). Stabbur-Nilsen forteller. (Oslo: Gyldendal) ISBN 9788205113978